# Ахметзянов, Ильдар Раушанович
Ильда́р Рауша́нович Ахметзя́нов (тат. Илдар Раушан улы Әхмәтҗанов; род. 25 ноября 1983, Нижнекамск, Татарская АССР) — российский футболист, полузащитник, тренер.

## Клубная карьера
Воспитанник нижнекамского футбола (первый тренер — В. А. Туктаров). Выступал за команды «Нефтехимик» (Нижнекамск, 2000—2001, 2003—2005), «Спартак» (Щёлково, 2002). С августа 2005 по июль 2008 играл за пермский «Амкар». Летом 2008 года перешёл в новосибирскую «Сибирь» по просьбе возглавлявшего её в то время бывшего тренера «Амкара» Сергея Оборина. В марте 2009 контракт с «Сибирью» был разорван.
В начале 2010 года отправился на просмотр в «Кубань», участвовал в первом предсезонном сборе команды, по итогам которого руководство клуба приняло решение подписать с Ахметзяновым контракт, о чём было сообщено 4 февраля, а 15 марта было официально объявлено о заключении контракта. Дебютировал в составе «Кубани» 1 июня, выйдя на замену на 90-й минуте выездного матча 13-го тура первенства против брянского «Динамо». Всего за «Кубань» провёл 7 матчей в лиге и 1 встречу в Кубке России. 13 июля было сообщено, об уходе Ахметзянова, поскольку срок рассчитанного на полгода соглашения истёк. Продолжил карьеру в челнинском «КАМАЗе», с которым подписал контракт на 2,5 года. Дебютировал 30 июля в выездном матче 21-го тура первенства против клуба «Волгарь-Газпром». Закончил играть в «КАМАЗе» из-за травм в 2014 году. В 2015 году находился в составе оренбургского «Газовика» на Кубке ФНЛ, где вышел на замену в двух матчах.

## Карьера в сборной
Выступал за юношескую и молодёжную сборные России.

## Тренерская карьера
С января 2017 года — в тренерском штабе «КАМАЗа»: тренер, старший тренер, тренер по физической подготовке. 15 октября 2020 года, после отставки Михаила Белова и отказа являвшегося старшим тренером команды Дениса Бояринцева возглавить команду, назначен исполняющим обязанности главного тренера. В ноябре утверждён главным тренером. Под руководством Ахметзянова «КАМАЗ» вышел в ФНЛ, но из-за отсутствия необходимой лицензии у Ахметзянова официальный пост главного тренера «КАМАЗа» занял Владимир Клонцак. 11 июля 2024 года вновь стал главным тренером «КАМАЗа», после поступления на обучение тренерской лицензии категории UEFA Pro.